# Alen Stanešić
Alen Stanešić (nacido el 25 de marzo de 1983) es un futbolista croata que se desempeña como centrocampista.

## Trayectoria

### Clubes
| Club                 | País    | Año         |
| -------------------- | ------- | ----------- |
| Hrvatski Dragovoljac | Croacia | 2002 - 2004 |
| Cerezo Osaka         | Japón   | 2003        |